# جان سوشی
جان سوشِـی (انگلیسی: John Suchet؛ ‏ تلفظ نام‌خانوادگی: ‎/ˈsuːʃeɪ/‎ SOO-shay؛ ‏ زادهٔ ۲۹ مارس ۱۹۴۴) مجری تلویزیون، گوینده اخبار و روزنامه‌نگار اهل بریتانیا است. وی از سال ۱۹۶۷ میلادی تاکنون مشغول فعالیت بوده‌است.
وی حرفهٔ خبرنگاری را از سال ۱۹۶۷ و با خبرگزاری رویترز شروع کرد و در جریان جنگ شش‌روزه، خبرنگار و گویندهٔ بخش خاورمیانه بود.
وی برادر بزرگتر دیوید سوشی است. پدرش جک سوشی یک پزشک متخصص زنان و زایمان بود که با الکساندر فلمینگ در زمینهٔ نقش پنی‌سیلین در درمان بیماری‌های آمیزشی همکاری داشت.